# تاريخ أيرلندا (1691-1800)
حُددت فترة تاريخ أيرلندا بين عامي 1691-1800 بسيطرة البروتستانتية المهيمنة. كانت هذه الهيمنة لعائلات أنجلو أيرلندية تابعة لكنيسة أيرلندا الأنجليكانية، الذين استوطن أسلافهم الإنجليز أيرلندا في أعقاب غزوها من قبل إنجلترا والاستعمار في مزارع أيرلندا. وبسطت سيطرتها على معظم الأرض. أغلب تلك العائلات كانوا من ملّاك الأراضي المتغيبين الذين سكنوا أساسًا في إنجلترا وبعضهم كان يسكن في أيرلندا طول الوقت وعرّفوا عن أنفسهم بأنهم أيرلنديون. خلال ذلك الوقت، كانت أيرلندا مملكة مستقلة اسميًا، ولكن في الواقع كانت دولة تابعة يسيطر بها ملك بريطانيا وتُشرف عليها حكومته من لندن. استُبعد أغلبية سكان أيرلندا -وهم من الرومان الكاثوليك- من السلطة وامتلاك الأراضي في ظل القوانين الجزائية. امتلكت ثاني أكبر مجموعة من السكان، وهم المشيخيون، الأراضي والأعمال ولكنهم لم يتمكنوا من التصويت ولم يكن لهم أي سلطة سياسية. تبدأ هذه الفترة من تاريخ أيرلندا بهزيمة اليعاقبة الكاثوليك في حرب الوليمية عام 1691 وتنتهي بقوانين الاتحاد عام 1800، التي ضمت أيرلندا رسميًا إلى مملكة متحدة اعتبارًا من الأول من يناير عام 1801 وحلّت البرلمان الأيرلندي.

## الوضع الاقتصادي
في أعقاب حروب الفتح في القرن السابع عشر، وإزالة الغابات بالكامل لاستخدام أخشابها للتصدير (عادةً من أجل البحرية الملكية) ولصناعة الحديد المؤقتة في القرن السابع عشر، تحولت المقاطعات الأيرلندية إلى تصدير لحوم البقر المملحة ولحم الخنزير والزبدة والجبن القاسي من خلال مسلخ مدينة كورك الساحلية ومرفئها، فزودت هذه المدينة إنجلترا والبحرية البريطانية وجزر السكر في جزر الهند الغربية. تساءل جورج بيركلي، أسقف كلوين، كيف يتصور الأجنبي أن نصف السكان يموتون من الجوع في بلد فيه وفرة من المواد الغذائية؟ في أربعينيات القرن التاسع عشر، أدت التفاوتات الاقتصادية هذه، عندما اقترنت بشتاء بارد على نحو غير عادي وحصاد شحيح، إلى المجاعة التي حدثت في الفترة ما بين عامي 1740 و1741، والتي أودت بحياة حوالي 400 ألف شخص. في الثمانينيات من القرن التاسع عشر، وبسبب المنافسة المتزايدة من مصدري اللحوم المملحة في بحر البلطيق وأمريكا الشمالية، تحول ملاك الأراضي الأنجلو أيرلنديون سريعًا إلى زراعة الحبوب للتصدير، بينما أكل السكان الفقراء البطاطا والكراث.
أصبحت الجمعيات الفلاحية السرية شائعةً في أيرلندا القرن الثامن عشر بصفتها الطريقة الأساسية لتغيير سلوك ملاك الأراضي. أطلقت تلك التشكيلات غير القانونية على نفسها أسماء مثل وايت بويز ورايت بويز وهارتس أوف أوك وهارتس أوف ستيل. من بين القضايا التي حفزتهم الإيجارات المرتفعة وتسوير أراضي المشاع ودفع الأعشار لكنيسة الدولة، الكنيسة الأنجليكانية الأيرلندية. من بين الطرق التي استخدمتها تلك الجمعيات قتل الماشية أو التشويه وهدم الأسوار المحيطة بالأراضي وفي بعض الأحيان العنف ضد ملاك الأراضي ووكلاء المزارع والمليشيات. تفاقم السخط الريفي من خلال النمو السكاني السريع وهو اتجاه سيستمر حتى المجاعة الكبرى في أربعينيات القرن التاسع عشر.
وُجدت تباينات اقتصادية كبيرة بين مناطق مختلفة من البلاد، إذ كان الشمال والشرق متطورين نسبيًا، وغنيين ومنخرطين في تصدير السلع، في حين كان معظم الغرب بلا طرق، وغير متطور كثيرًا ويملك اقتصادًا كفافًا غير نقدي مع اعتماد متزايد على البطاطا بصفتها مصدرًا رئيسًا للغذاء.

## السياسة الأيرلندية

علم مملكة أيرلندا 1542 – 1801

كانت أغلبية سكان أيرلندا من الفلاحين الكاثوليك، وكانوا فقراء جدًا وضعفاء سياسيًا خلال القرن الثامن عشر، إذ تحول أغلب قادتهم إلى البروتستانتية لتجنب العقوبات السياسية والاقتصادية الشديدة. ومع ذلك، كان هناك استفاقة ثقافية كاثوليكية متنامية تجري في الظل. وُجدت مجموعتان بروتستانتيتان. عاش المشيخيون في الشمال في ظروف اقتصادية أفضل، ولكنهم لم يمتلكوا أي سلطة سياسية. كانت السلطة مُحتكرة بين أيدي مجموعة صغيرة من العائلات الأنجلو أيرلندية الذي كانوا يتبعون للكنيسة الأنجليكانية الأيرلندية. امتلكوا أكبر مساحة من الأراضي الزراعية حيث كان الفلاحين الكاثوليك من ينجزون العمل في الأرض. عاشت أغلب تلك العائلات في إنجلترا وكانوا من ملاك الأراضي الغائبين والذين كان ولاؤهم لإنجلترا بصورة أساسية. أصبح أغلب الأنجلو أيرلنديين الذين يعيشون في أيرلندا يُعرفون بأنهم قوميون أيرلنديون وكانوا ممتعضين من السيطرة الإنجليزية على جزيرتهم. سعا المتحدثون باسمهم مثل جوناثان سويفت وإدموند بورك إلى تحكم محلي أكبر.
كانت أيرلندا مملكة منفصلة يحكمها ملك بريطانيا جورج الثالث. نص إعلان عام 1720 أن أيرلندا تابعة لبريطانيا وأن البرلمان البريطاني له السلطة لسن قوانين تُلزم أيرلندا. وضع الملك السياسة من خلال تعيينه للورد النائب عن أيرلندا أو الوالي. في الممارسة العملية، كانت مجموعة نخبوية من الأيرلنديين البروتستانت تُسيطر على الولاة الذين يعيشون في إنجلترا والشؤون في الجزيرة إلى حد كبير، المعروفة باسم المتعهدين. سيطر هؤلاء الرجال على البرلمان الأيرلندي وجعلوا أنفسهم أكثر ثراء من خلال المحسوبية والفساد السياسي. توجت سلسلة من مقترحات الإصلاح بتغيير جذري في عام 1767، بتعيين سياسي إنجليزي أصبح واليًا نافذًا جدًا. شغل جورج تاونشند المنصب في الفترة من 1767-1772، وعلى عكس سابقيه، كان يعمل بدوام كامل في قلعة دبلن. حظي تاونشند بالدعم القوي من كل من الملك والحكومة في لندن، إذ اتُخذت جميع القرارات الرئيسة بصورة أساسية في لندن. فكك نظام المتعهدين والمحسوبية والسلطة المركزية. تولى حزب القلعة التابع له المسؤولية عن مجلس العموم الأيرلندي. رداً على ذلك، برزت المعارضة الوطنية لتحدي حكومة الأوليغارشية المركزية المتنامية.
تعززت قوة الوطنيين بقيادة هنري غرانت بعد الثورة الأمريكية وطالبوا بالمزيد من الحكم الذاتي. فرض ما يُطلق عليه برلمان غراتان عكس الحظر المفروض على التجارة مع المستعمرات البريطانية الأخرى. لم يستطع الملك وحكومته المخاطرة بقيام ثورة ثانية على النموذج الأمريكي، لذا قدموا سلسلة من التنازلات لفصيل الوطنيين في دبلن. أنشئت وحدات من المتطوعين البروتستانت للحماية ضد الغزو الفرنسي. ومثلما حدث في أمريكا لم يعُشد للملك احتكار قانوني للعنف.
كانت النتيجة سلسلة من القوانين التي جعلت من البرلمان الأيرلندي مؤسسةً قوية مستقلة عن البرلمان البريطاني، رغم أن البرلمان ما يزال تحت سيادة الملك والمجلس التابع له. بدلًا من إرضاء الوطنيين الأيرلنديين، زادت تلك التنازلات من مطالبهم. حُرض على التمرد الأيرلندي عام 1798 من قبل أولئك الذين نفد صبرهم بمسيرة الإصلاح البطيئة وبدعم من فرنسا. قمعت بريطانيا الانفصاليين وشرّعت اتحادًا كاملًا مع أيرلندا عام 1801، بما في ذلك إلغاء البرلمان الأيرلندي.

### القوانين الجزائية
تألف البرلمان الأيرلندي في هذه الحقبة من البروتستانت حصرًا. مُنع الكاثوليك من شغل مناصب في أوائل القرن السابع عشر، ومُنعوا من الجلوس في البرلمان بحلول منتصف القرن، وحُرموا أخيرًا من التصويت عام 1727. هُزم اليعاقبة، الداعمون لسلالة ستيوارت في إيرلندا الكاثوليكية والغيليلة، في الحرب الويليامية في أيرلندا التي انتهت عام 1691. عنت هزيمة الطبقات الكاثوليكية الدينا في هذه الحرب أن أولئك الذين قاتلوا من أجل جيمس الثاني صودرت أراضيهم (حتى ظهر العفو من 1710). كانت نتيجة الحرب تعني أيضًا استبعاد الكاثوليك من السلطة السياسية. أحد أسباب ذلك هو تحول طبقة النبلاء الكاثوليكية إلى البروتستانتية للحفاظ على أراضيهم. هناك سبب آخر هو نص قوانين العقوبات على أنه لا يمكن نقل ملكية الأراضي المملوكة للكاثوليك إلى وريث واحد. جعل هذا العديد من الأراضي الكاثوليكية غير منتجة وتسبب في ضياعها من أيدي الكاثوليك على مدى عدة أجيال. أُطلق على هذه الفترة من الهزيمة واليأس الواضح للأيرلنديين الكاثوليك في الشعر باللغة الأيرلندية اسم الحطام الطويل أو حطام السفينة. أكدت المنشورات البروتستانتية الجوانب الإيجابية للثورة المجيدة، والتحرر من الحكم المطلق والحفاظ على الممتلكات ودرجة من القوة الانتخابية.